# Francesco Rizzo da Santacroce

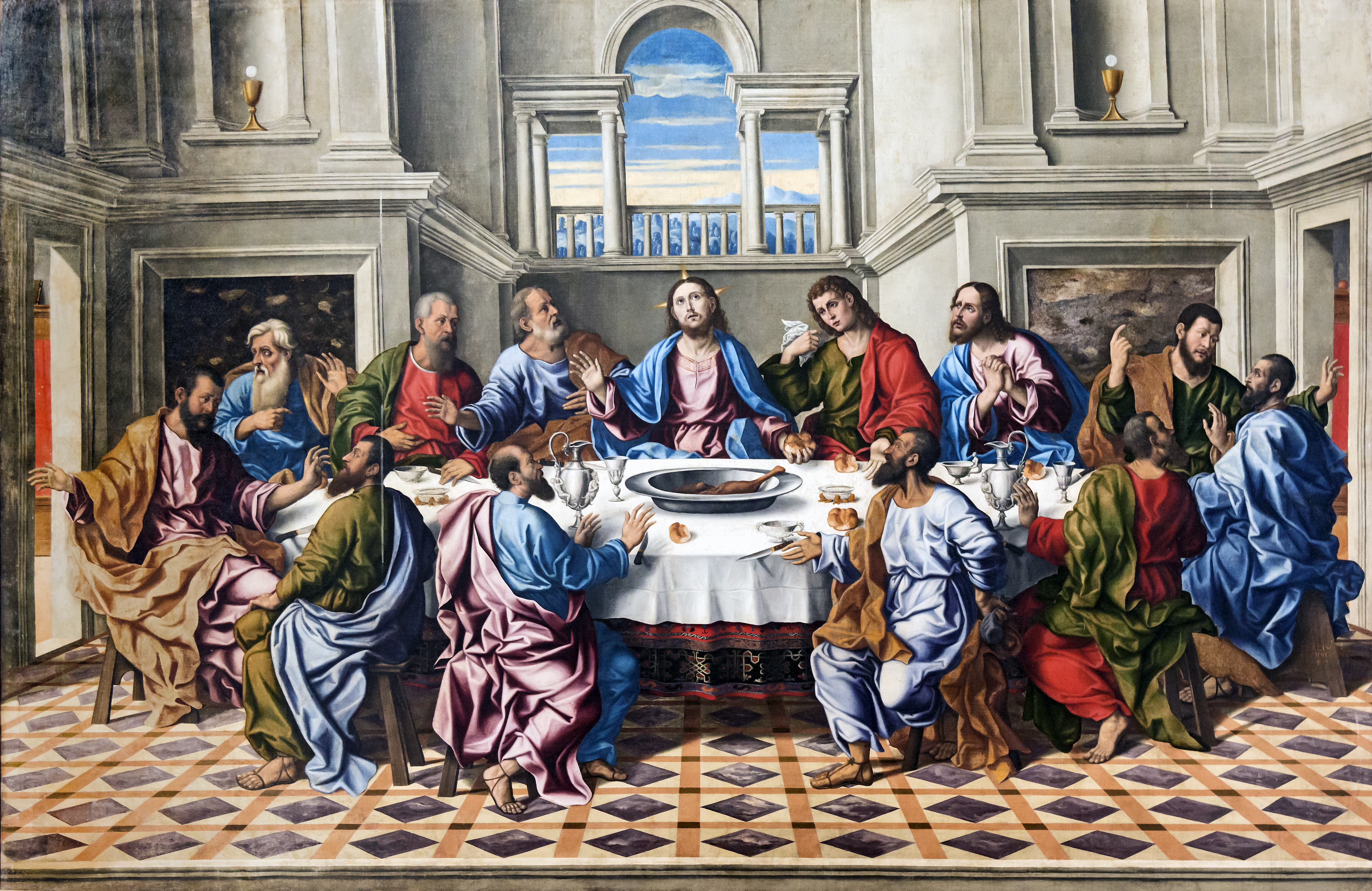
Cappella Bragadin of San Francesco della Vigna (Venice) - Ultima cena di Francesco Rizzo da Santacroce

Francesco Rizzo di Bernardo da Santacroce (San Pellegrino Terme, circa 1485 – Venezia, dopo il 1545) è stato un pittore italiano del Rinascimento veneziano, attivo principalmente a Venezia della famiglia dei Santacroce.

## Biografia
Francesco Rizzo proveniva dalla famiglia De Vecchi originaria dalla frazione di Santa Croce di San Pellegrino Terme, figlio di un certo Bernardo che faceva il mensurator frumenti, forse nel 1485. Il suo secondo nome nacque probabilmente dalla sua capigliatura che lo identificata tra i numerosi membri della comunità dei De Vecchi proveniente dalla Val Brembana. Viene citato in un primo documento nel 1505 nella bottega di Francesco di Simone, suo conterraneo che aveva aperto una bottega nella contrada di San Cassiano alla fine del XV secolo.

La sua attività nella bottega del conterraneo prima da allievo e poi da collaboratore, fu sicuramente importante tanto da essere indicato erede nel testamento di Francesco del 1508
(testamento di Francesco de Simone da Santacroce 1508)
Francesco Rizzo aveva sposato Adriana di Vincenzo originaria anche lei di Bergamo, di lei si conosce il testamento che fece durante la prima gravidanza nel 1516. Nell'anno successivo il pittore fece il contratto con la chiesa di Santa Maria Annunciata  di Serina indicando così la sua presenza in terra bergamasca forse per l'unica volta. L'artista risulta essere attivo fino al 1545.

## Opere
- Pietà con san Pietro e san Giovanni Battista, contratto firmato nel 1517 per la chiesa di Santa Maria Annunziata di Serina;
- Polittico della Madonna del Rosario per la chiesa di San Giovanni Battista di Dossena;
- Polittico di San Giovanni Battista  sempre per la chiesa di Dossena;
- Madonna con Bambino, sant'Andrea, san Nicola di Bari, santa Caterina d'Alessandria e donatore chiesa di San Francesco della Vigna a Venezia;[4]
- Ultima cena sempre per la chiesa di San Francesco della Vigna;
- Madonna col Bambino in trono incoronata da due angeli, ai piedi un angelo musicante, ai lati la circondano quattro Santi per la chiesa di Endine riportante la scritta: 1529. Hoc opus fecit fieri Haeredes Domini Philippi Alexi de Endine Franciscus Rixus pinxit Bergomensis habitator Venetiis[5]